# Concepción Campa Huergo
Concepción Campa Huergo (Sagua La Grande, Villa Clara, Cuba, 12 de mayo de 1951) es una científica y médico cubana, creó la única vacuna con eficacia probada que existe en el mundo para combatir la meningitis B y C.

## Biografía
Su formación académica e investigadora se ha realizado íntegramente en la isla caribeña. Estudió Ciencias Farmacéuticas en la Universidad de La Habana. Fue directora del Instituto Finlay de Vacunas (Centro de Investigación y Producción de Vacunas y Sueros) desde el año 1989 y hasta enero de 2015 cuando fue succedida por Vicente Vérez Bencomo. También es Investigadora Jefa del Grupo de Desarrollo de la Vacuna contra la Meningitis B y C.
Lideró la investigación que permitió desarrollar la única vacuna con eficacia probada que existe en el mundo para combatir la meningitis B y C, que se lleva aplicando desde 1988 en muchos países del mundo, con gran efectividad.

## Premios y reconocimientos
- doctora Honoris Causa por la Universidad de La Habana, e investigadora titular del Ministerio de Ciencia, Tecnología y Medio Ambiente de Cuba.[5]

- Heroína del Trabajo de la República de Cuba.
- Doctor honoris causa de la Universidad de La Habana.
- Título Honoris Causa “Dr. Serafín Ruiz de Zárate” del Instituto Superior de Ciencias Médicas de Villa Clara.
- Orden Mariana Grajales.
- Orden "Lázaro Peña" de Primer Grado.
- Medalla "Carlos J. Finlay" individual.
- Miembro de Honor de la Sociedad Cubana de Ciencias farmacéuticas.
- Miembro de Honor de la Sociedad Cubana de Higiene y Epidemiología.
- Presidenta de Honor del Primer Congreso de Homeopatía.
- Miembro de Honor de la Brigadas Técnicas Juveniles.
- Medallas Forjadores del Futuro en tres ocasiones.
- Medalla otorgada por el Ministerio de Defensa Nacional de la República de Colombia.
- Medalla 9 de abril de Sagua la Grande.
- Medalla por el 18 Congreso de la CTC.
- Medalla “Juan Tomás Roig”.
- Moneda por el XX Aniversario de la Facultad de Ciencias Médicas “Dr. Raúl Dorticós Torrado” de Cienfuegos.
- Sello 80 Aniversario del Natalicio de Lázaro Peña.
- Escudo de la provincia de Pinar del Río.
- Escudo de la Ciudad de Santa Clara.
- La Giraldilla de la Ciudad de La Habana.
- Hija Adoptiva de Ciudad de La Habana.
- Distinción 60 Aniversario del IPK.
- Reconocimiento de la Sociedad Latinoamericana de Pediatría (filial Cuba), por su destacado aporte científico a la protección de la salud infantil.
- Reconocimiento por su labor como federada, trabajadora y ejemplo de mujer cubana.
- Medalla XXX Aniversario de la Caída en Combate del Guerrillero Heroico y sus compañeros otorgada por la CTC Nacional.

```
 *   Certificado otorgado por la Universidad de La Habana por el Premio al mejor resultado de mayor trascendencia y originalidad por el trabajo Desarrollo de la Primera Vacuna Humana con Antígeno Sintético.
```

- En mayo de 2003, la Fundación Cultural y Científica Iberoamericana, con sede en Madrid, le otorgó el Premio Iberoamericano José Martí, por sus méritos como investigadora.[1]